# Bois-Bernard
Bois-Bernard település Franciaországban, Pas-de-Calais megyében. Lakosainak száma 833 fő (2022. január 1.). Bois-Bernard Rouvroy, Izel-lès-Équerchin, Neuvireuil, Acheville, Drocourt és Fresnoy-en-Gohelle községekkel határos.

## Népesség
A település népességének változása:
| Lakosok száma | 840  | 828  | 836  | 827  | 819  | 819  | 821  | 827  | 833  |
|               | 2013 | 2015 | 2016 | 2017 | 2018 | 2019 | 2020 | 2021 | 2022 |